# Sana Ben Achour
Sana Ben Achour (en árabe: سناء بن عاشور‎) (La Marsa, 1955) es una académica, abogada y activista tunecina, especialista en derecho público. Es profesora de derecho público de la Facultad de Ciencias Jurídicas, Políticas y Sociales de la Universidad de Cartago. Participa activamente en varias organizaciones feministas y ha fundado un refugio para mujeres.

## Trayectoria
Sana Ben Achour nació en La Marsa en 1955, hija del teólogo Mohamed Fadhel Ben Achour (1909-1970). Es hermana de Rafâa y Yadh Ben Achour. 
La carrera de Ben Achour se ha centrado en la educación jurídica y la investigación científica en derecho. Su trabajo cubre cuatro áreas principales: urbanismo y patrimonio cultural, derecho tunecino durante el período colonial, la condición de la mujer y democracia y libertades civiles.
Activista comprometida con la igualdad y la ciudadanía, ha participado en varias organizaciones: la Asociación Tunecina de Mujeres Democráticas, de la que ha sido presidenta, la Association of University Women for Research and Development y el Colectivo Maghreb 95 Equality. Se hizo miembro del Higher Committee for Human Rights and Fundamental Freedoms y fue miembro fundador del National Council for Liberties in Tunisia.
En 2012, fundó un refugio para mujeres, Beity (Mi Hogar), para madres solteras y mujeres necesitadas, incluidas mujeres pobres y maltratadas. Ben Achour también se convirtió en miembro de la Tunisian human rights League.
En 2015, fue incluida en el listado de 100 Women de la BBC, que celebra a las mujeres del siglo XXI en todo el mundo.
En agosto de 2016, se negó a recibir la Orden de la República de manos del presidente de Túnez, Béji Caïd Essebsi, en protesta por el trato que reciben las mujeres en su país.

## Publicaciones
- Violences à l'égard des femmes: les lois du genre, Túnez, Réseau euro-mediterranéen des droits de l'homme, 2016
- Dictionnaire des termes et des expressions de la constitution tunisienne, Túnez, Faculté des sciences juridiques de Tunis, 2017